# 茲山魚譜 チャサンオボ
『茲山魚譜 チャサンオボ』（朝鮮語原題：자산어보）は、2021年公開の韓国モノクロ時代劇映画。イ・ジュンイク監督。

## あらすじ
朝鮮王朝後期、黒山島（茲山）へ島流しになった学者「丁若銓（チョン・ヤクチョン）」が島の青年漁師「昌大（チャンデ）」に助けを借りて、魚類図鑑である『茲山魚譜』を執筆し、お互いの師匠であり友人になっていく物語。

## キャスト
- 丁若銓 - ソル・ギョング
- 昌大 - ピョン・ヨハン

## 公開
2019年にクランクアップしたが、新型コロナ感染拡大を受け公開を延期していた。韓国にて2021年3月31日公開。平日だった公開初日から2日間は興行1位だったが週末は2位に後退。公開2週目に週末の興行1位となった。4月9-11日に約5万4000人の観客を動員した。累計観客数は25万5000人を超えた。

## 受賞
- 百想芸術大賞2021、映画部門大賞。